# Pierre Guichot
Pierre Guichot, född den 16 februari 1963 i Aureilhan, Frankrike, är en fransk fäktare som bland annat tog OS-brons i herrarnas lagtävling i sabel i samband med de olympiska fäktningstävlingarna 1992 i Barcelona.